# Айаніст
Аяніст (вірм. Հայանիստ) — село в марзі Арарат, у центрі Вірменії. Село розташоване за 9 км на північний захід від міста Масіса, за 3 км на південний захід від села Хачпар, за 2 км на північ від села Дарбнік, за 4 км на північний схід від села Овташат, за 4 км на південний схід від села Воскеат (марз Армавір) та за 4 км на південь від села Аревашат (марз Армавір). Більшість населення села складають біженці та внутрішньо переміщені особи з Азербайджану та територій, підконтрольних Азербайджану.